# 니모나
《니모나》(영어: Nimona)는 2023년 공개된 미국의 과학 판타지 애니메이션 영화이다. 닉 브루노와 트로이 퀘인이 감독을 맡았으며, ND 스티븐슨의 동명 그래픽 노블이 원작이다. 배우 클로이 그레이스 머레츠가 주인공 니모나 목소리를 맡았다.

## 목소리 출연
- 클로이 그레이스 머레츠 - 니모나, 밸리스터 볼드하트의 조수를 자처하는 변신 가능자 역
- 리즈 아메드 - 밸리스터 볼드하트, 여왕 시해자로 몰린 전 기사단 소속 기사 역
- 유진 리 양 - 앰브로시어스 골덴로인, 글로레스의 직계 후손, 밸리스터의 남자친구 역
- 프랜시스 콘로이 - 기사단장 역
- 로레인 투산트 - 여왕 역
- 벡 베넷 - 소디어스 "토드" 슈어블레이드 역
- 루폴 - 네이트 나이트, 방송 진행자 역
- 인디아 무어 - 얼램저팸 데이비스, 방송 진행자 역
- 훌리오 토레스 - 견습 기사 디에이고 역
- 세라 셔먼 - 코리앤더 커배버리시 역